# 何超 (跳水运动员)
何超（1992年2月11日—），广东湛江人，中国男子跳水运动员，中国国家跳水队成員何冲的胞弟。

## 簡歷
何超受哥哥何冲影響，自小就喜歡跳水；至6岁時，他被劳丽诗、何冲等的启蒙教练钟权生看上，讓他正式开始跳水训练；其後在湛江举行的广东省少年跳水比赛中，何超表現出色，便被省队教练招進广东省体育运动技术学院。2002年，10岁的何超与哥哥何冲和姐姐何诗婷一同代表湛江队，参加在深圳举行的第十一届广东省运会跳水比赛，贏得儿童组跳水比赛季军。
2008年，何超首次代表中国参加国际大赛，出戰世界青年跳水锦标赛，就获得男子3米板单人和双人两枚金牌。至2009年，他又在亚洲青少年跳水锦标赛中，获得了男子双人3米板金牌和单人银牌。2010年，他再接再厲，在美国举行的世青赛中获得男子双人三米板冠军。
2011年，何超在全国跳水锦标赛暨伦敦奥运会选拔赛上，首次跻身男子3米跳板的决赛，亦是首次與哥哥何冲在正式大赛的决赛中竞技。向來以難度聞名的何冲在决赛六跳的难度系数总和为21.0；而何超則緊隨其後，選了难度系数总和为20.8的六跳。最終，他未能发挥出个人最佳水准，只得到第八名。
2012年，何超在全国跳水冠军赛暨奥运选拔赛上，再次與哥哥何冲在正式大赛的决赛中同场竞技。最终，何超以506.10分的成绩得第三名，與奪得亞軍的何冲首次同时站在国内比赛的领奖台上。

## 獎項
- 2017年世界游泳錦標賽跳水比賽1公尺彈板： - 銀牌